# ヤンゴン日本人学校
ヤンゴン日本人学校（Yangon Japanese School,略称YJS）はミャンマーの首都であったヤンゴンにある、在ミャンマー日本人のための幼児教育、初等、中等（中学校）教育を行う日本人学校。日本人学校としてバンコク日本人学校に次ぐ歴史がある。正式名称は在ミャンマー日本国大使館附属ヤンゴン日本人学校。数年前はバス通学もあったが今はなく、生徒全員が各家庭の車で迎えに来てもらう。学習発表会はチルドレンズフェスティバル（チルフェス）という名で親しまれている。

## 沿革
- 1964年 開校
- 1966年 幼稚部設置
- 1972年 ラングーン日本人学校に改称
- 1977年 福田赳夫総理大臣来校
- 1989年 ヤンゴン日本人学校に改称
- 1995年 桂文珍来校
- 1999年 橋本龍太郎来校、校章制定
- 2003年 森喜朗来校
- その後　安倍晋三来校、看板を書いた